# Pulvinaria eugeniae
Pulvinaria eugeniae är en insektsart som beskrevs av Hempel 1900. Pulvinaria eugeniae ingår i släktet Pulvinaria och familjen skålsköldlöss. Inga underarter finns listade i Catalogue of Life.